# جرج مور (ورزشکار)
جرج مور (انگلیسی: George Moore; ۶ اکتبر ۱۹۱۸ – ۴ ژوئیهٔ ۲۰۱۴) ورزشکار پنج‌گانه مدرن اهل ایالات متحده آمریکا بود.
وی در مسابقات کشوری و بین‌المللی در مجموع برندهٔ ۱ مدال نقره شده‌است.